# Otaku

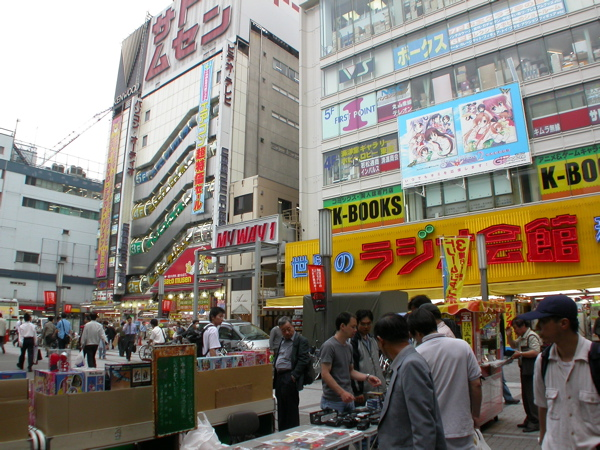
Cartierul Akihabara din Tokio, un loc extrem de popular pentru otaku

Otaku (おたく/オタク) este un termen din limba japoneză ce face referire la un om pasionat de anime și manga.
Persoanele care se uită la anime-uri, se numesc Weeb (de), dar acest cuvânt nu este cunoscut în nici o limbă.